# Międzydróże
Międzydróże – kolonia w Polsce położona w województwie lubelskim, w powiecie bialskim, w gminie Łomazy.
W latach 1975–1998 miejscowość należała administracyjnie do województwa bialskopodlaskiego.